# Distrito de Víñac

La Provincia de Yauyos en el Departamento de Lima, Perú.

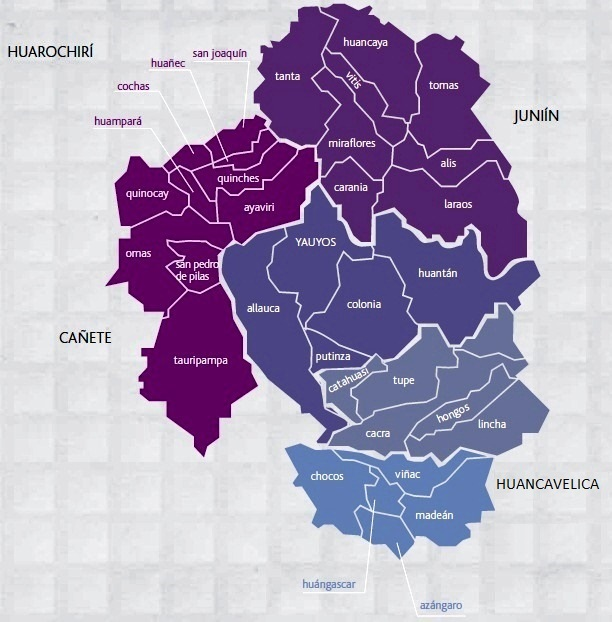
La provincia de Yauyos y sus 33 distritos.

El distrito de Víñac es uno de los treinta y tres que conforman la provincia de Yauyos, ubicada en el departamento de Lima, en el Perú. Se halla en la circunscripción del Gobierno Regional de Lima. 
Desde el punto de vista jerárquico de la Iglesia católica, forma parte de la Prelatura de Yauyos.

## Historia
Aunque la narrativa y algunos documentos actuales afirman que el distrito de Víñac fue creado en el año 1825, en la Época de la Independencia durante la Administración de Simón Bolívar y menciona que fue "el mismo año que Yauyos", Huañec, Laraos, Ayavirí, Omas, Tauripampa, Pampas (hoy llamado Colonia) y Chupamarca, los primeros nueve distritos de la Provincia de Yauyos. En 1898 recién viene Huangáscar de Castrovirreyna a Yauyos en permuta con Chupamarca. Lo que trasmite la tradición popular y las conversaciones que han pasado desde nuestros ancestros hasta nuestros días, es que Víñac fue creado el año 1821, el mismo año de la Independencia del Perú, por eso para todo el pueblo, para todos los viñakinos, esa es la fecha que contamos y los años que celebramos.

## Geografía
Tiene una superficie de 165,23 km². Se encuentra a 3 315 m s. n. m.

## Autoridades

### Municipales
- 2023 - 2026
  - Alcalde Wilson García Guerra
- 2019 - 2022
  - Alcalde: Nino Wilfredo Quispe Carrión, Movimiento Fuerza Regional.
- 2015 - 2018[2]
  - Alcalde: Roger Enver Carrión Espilco, Movimiento Concertación para el Desarrollo Regional (CDR).
  - Regidores: Bartolomé Feliciano Rivera Barrios (CDR), Wilson Hiraldo Requena Huamán (CDR), Evaristo Barrios De La Cruz (CDR), Doris Gladis Madueño Evangelista (CDR), Mauro Saldaña Huari (Fuerza Regional).
- 2012 - 2014[3]
  - Alcalde: Efraín Huamán Meneses, del Movimiento Colectivo Ciudadano Confianza Perú (CCCP).
  - Regidores: Vanesa Lessly Evangelista Chulluncuy (CCCP), Catalina Evangelista Huari (CCCP), Baudin Mauro Huamán Espilco (Concertación para el Desarrollo Regional), Manuel Teodocio Meneses Barrios (Concertación para el Desarrollo Regional), Germán Sulluchuco Rojas (Concertación para el Desarrollo Regional).
- 2012
  - Alcalde: Amadeo Carrión Barrios, Colectivo Ciudadano Confianza Perú.
- 2011
  - Alcalde: Gelacio Gerónimo Rojas, Colectivo Ciudadano Confianza Perú.
- 2007 - 2010
  - Alcalde: Teodardo Dionisio Carrión Huamán, Colectivo Ciudadano Confianza Perú.
- 2003 - 2006[4]
  - Alcalde: Wenceslao Arbizu Reynoso, Movimiento independiente Yauyos eres Tú.
- 1999 - 2002
  - Alcalde: Wenceslao Arbizu Reynoso, Movimiento independiente Vamos Vecino.
- 1996 - 1998
  - Alcalde: Vicente Centeno Evangelista, Lista independiente N.º 11 Movimiento de Desarrollo Provincial Yauyos.
- 1993 - 1995
  - Alcalde: Vicente Centeno Evangelista, Lista independiente N.º 13.
- 1992
  - Alcalde: Mario Rafael Cullanco Landión, Lista independiente N.º 9 Frente Independiente Popular Viñac.
- 1990 - 1992
  - Alcalde:
- 1987 - 1989
  - Alcalde: Higinio Meneses Huamán, Frente electoral Izquierda Unida.
- 1984 - 1986
  - Alcalde:  .
- 1981 - 1982
  - Alcalde: Amador Alvarado Ordóñez, Partido Aprista Peruano.

### Policiales
- Comisaría de Viñac
  - Comisario: Mayor PNP.[5]

### Religiosas
- Prelatura de Yauyos[6]
  - Obispo Prelado: Mons. Ricardo García García.[7]
- Parroquia Santo Toribio de Mogrovejo[8]
  - Párroco: Pbro.  .
  - Administradora Parroquial: Rvda. Madre María Mivarda MJVV.

## Educación

### Instituciones educativas
- I.E

## Festividades
una de las celebraciones de este distrito de Viñac es la fiesta patronal de la virgen de la candelaria
- Fiesta de los negritos (Corpus Cristi) en el anexo de Apurí, en el mes junio.